# Безымянная звезда (фильм)
«Безымянная звезда» — советский двухсерийный художественный телевизионный фильм, поставленный Михаилом Козаковым по одноимённой пьесе румынского писателя Михаила Себастьяна. Дебютная картина Козакова в качестве режиссёра. Премьера телефильма состоялась 17 февраля 1979 года по Первой программе ЦТ.

## Сюжет
В гимназии провинциального румынского городка работает учителем космографии Марин Мирою. Горожане придают большое значение тому, что подумают о них соседи, а он ведёт себя не так, как все. Например, не ходит по выходным в кино, всецело поглощён своим увлечением астрономией. Марин полагает, что обнаружил новую звезду, и поэтому за огромную сумму в 22 тысячи леев приобрёл себе редкий каталог, чтобы убедиться в первенстве открытия. Через городок и его вокзал регулярно следовал безостановочный поезд-экспресс «Бухарест — Синая». Однажды ночью этот экспресс делает незапланированную остановку. Кондуктор высаживает безбилетную пассажирку. Красивая, роскошно одетая, она не имеет в карманах ничего, кроме фишек для игры в Казино Синая. В это же время случайно на вокзале оказывается Марин, чтобы забрать заказанный каталог.
Так как без документов и денег путешественницу в гостинице не поселят, Мирою предлагает незнакомке ночлег в своём доме — пристанище холостяка, а сам планирует переночевать у своего друга — учителя музыки Удри. Она соглашается. Однако, оставшись с ним наедине, Мона убеждается, что этот с первого взгляда заурядный учитель — интересный человек, и она ищет предлог не отпустить Марина. Мона узнаёт тайну Марина — он рассказывает об открытой им звезде, которой нет ни в одном каталоге звёздного неба. Они счастливы вместе этой ночью.
Тем временем Мону разыскивает её богатый любовник Григ и находит в убогом учительском доме. Мона высказывает желание остаться здесь навсегда. Марин считает, что после событий прошлой ночи он, как честный человек, обязан жениться на Моне. Однако Григ своими холодными, циничными аргументами убеждает избалованную Мону, что ей не место в провинции, в качестве «жены» неимущего учителя. Они вместе покидают городок.
Марин остаётся наедине с истиной, которую он постиг в своих астрономических наблюдениях: «Ни одна звезда не отклоняется от своего пути».

## В ролях
- Игорь Костолевский — Марин Мирою, учитель космографии
- Анастасия Вертинская — Мона, проезжая светская львица, содержанка Грига
- Михаил Козаков — Григ, любовник Моны
- Григорий Лямпе — Раду Удря, учитель музыки
- Светлана Крючкова — мадемуазель Куку, классная дама
- Михаил Светин — Испас, начальник вокзала
- Ирина Савина — Элеонора Замфиреску, гимназистка (в титрах — Ирина Саввина)
- Алла Будницкая — госпожа Испас, жена начальника вокзала (озвучивает другая актриса)
- Илья Рутберг — Паску, хозяин универсального магазина
- Александр Пятков — Иким, помощник начальника вокзала (озвучивает Рогволд Суховерко)
- В. Доррер — мадам Жоржеску
- Семён Берлин — Ласку, судья (озвучивает Юрий Саранцев)
- Евгений Тиличеев — кондуктор дизель-электропоезда
- Владимир Курашкин — Кирою, нотариус
- Ольга Феофанова — гимназистка на вокзале (нет в титрах)

## Съёмочная группа
- Автор сценария: Александр Хмелик по пьесе Михаила Себастьяна
- Режиссёр-постановщик: Михаил Козаков
- Операторы-постановщики: Юрий Райский, Георгий Рерберг (снял имя из титров), Владимир Иванов
- Художник-постановщик: Марк Каплан
- Композитор: Эдисон Денисов

## Предыстория
В 1956 году Большой драматический театр (БДТ) стремительно терял зрителя, был на грани распада, за последние 5 лет не поставил ни одного спектакля, который стал бы событием театральной жизни. И именно постановка Товстоноговым «Безымянной звезды» вывела театр из творческого тупика. Зрители восторженно приняли эту пьесу. Учителя в ней играл Борис Рыжухин, а мадемуазель Куку Евгений Лебедев, что было чрезвычайно гротескным ходом. Товстоногов поставил пьесу как комедию, а вот в сценарии Хмелика, по которому был снят фильм, преобладал уже другой мотив — грусти и тоски.
Михаил Козаков познакомился с пьесой Себастиана в Доме творчества писателей в Гаграх в 1956 году. «Безымянную звезду» в переводе Ильи Константиновского читала вслух актриса Нина Ольхина, которую Товстоногов в своей постановке распределил на роль Моны. По воспоминаниям Козакова, пьеса «необычайно понравилась» всем слушателям — ему и его жене Грете Таар, Анатолию Мариенгофу и Анне Никритиной, а также критику Владимиру Фролову. По мнению Козакова, «влюблённого в пьесу», спектакль Товстоногова, имевший успех у зрителя, тем не менее прорывом не стал. Как считал Козаков, Товстоногову не удалось прочувствовать жанровую принадлежность и особый настрой произведения «еврея Иосифа Хохнера» — таково было настоящее имя писателя. Пьеса также шла во МХАТе, здесь роль Марина Мирою исполнял Юрий Кольцов, Мону играла Раиса Максимова, которая была младше своего партнёра по сцене на двадцать с лишним лет, а мадемуазель Куку — Анастасия Зуева. Как и постановка БДТ, она пользовалась зрительским успехом. Эта версия «Безымянной звезды» представляла собой прочтение Себастиана в духе Чехова, причём Чехова в традициях МХАТа 1940-х — 1950-х годов. Пьеса была «перегружена», действие замедлялось, Кольцов и Зуева, прекрасные актёры, были слишком возрастными для своих ролей, и это пагубно сказывалось на восприятии (Козаков).
В конце 1960-х годов Козаков, после имевшего зрительский успех «Удара рога», хотел поставить телеспектакль «Безымянная звезда» с Олегом Далем (Мирою) и Анастасией Вертинской (Мона) и Игорем Васильевым (Григ). В 1970 году он впервые принёс сценарий на телевидение. Однако назначение Сергея Лапина на пост председателя Комитета по радио- и телевещанию привело к ужесточению цензуры на телевидении, и телеспектакль вычеркнули из тематических планов телевидения. Кинематографическое начальство слишком многое смущало в пьесе. Первый заместитель Лапина Энвер Мамедов, узнав содержание пьесы (действие происходит в дореволюционной Румынии, в провинции), сказал Козакову, что она не будет поставлена, потому что: «У нас <…> вся страна провинция. Большая провинция…». Козаков в своих воспоминаниях уточняет, что так и не понял, почему нельзя ставить комедию о провинции, чем это может обидеть советского зрителя. Он продолжал раз за разом подавать заявки на «Безымянную звезду». Однако не помогли ни авторитет режиссёра, ни известность самой пьесы, которая уже с успехом шла на сценах советских театров. Козаков планировал снимать телеспектакль для цветной программы телевидения, однако после смены руководства редакция цветных телепередач была расформирована. Поэтому начавшиеся было репетиции пришлось завершить. По мнению режиссёра, это даже помогло делу — вместо спектакля на видеоплёнке, которую в 1970-е не монтировали, в итоге был снят полноценный двухсерийный фильм.
В 1978 году состоялось знакомство Козакова с главным редактором Свердловской киностудии Геннадием Бокаревым, которому очень понравился сценарий. Бокарев пообещал Козакову «пробить» фильм — и не как телеспектакль, а как телефильм от Свердловской киностудии — и сдержал слово. Бокарёву, получившему в своё время Госпремию за пьесу «Сталевары», удалось добиться, чтобы «Безымянную звезду» включили в план Свердловской киностудии. Таким образом, съёмки шли на базе Ленфильма, но на средства Свердловской киностудии. В качестве железнодорожного вокзала был выбрал вокзал на станции Шувалово.

## Производство
Козаков пригласил на фильм своих проверенных актёров. Роль Удри он предназначал Зиновию Гердту. Гердт дал согласие, но помешала болезнь. Козаков же в своей книге «Встречи и расставания» утверждает, что не помнит, по какой причине Гердт всё-таки не играл в картине. Когда уже полным ходом шли съёмки, на роль Удри пришлось оперативно вводить без проб Григория Лямпе, друга Козакова. На главную роль Козаков пригласил Олега Даля, как и за 8 лет до этого, когда хотел ставить телеспектакль. Даль, ознакомившись со сценарием Хмелика, написал пространное письмо Козакову, где предлагал своё видение пьесы Себастьяна. Он предложил снять историю, напоминающую «Процесс» Кафки: жителям маленького городка только чудится, что мимо них проносится поезд из столицы; кроме Учителя, никто не видит открытую им звезду, а кончалось всё самоубийством главного героя на рельсах, заросших травой. В планы Козакова не входила подобная интерпретация комедии Себастьяна, о чём он сказал Далю при личной встрече. Козаков пригласил Даля к себе домой и в присутствии актёров, которые должны были играть в «Безымянной звезде», попробовал уговорить его принять свою точку зрения. Однако увлечь Даля ему не удалось. Вторым претендентом стал 43-летний Сергей Юрский, но в те годы людям с примесью семитской крови пробиться на телевидение было проблематично — Лапин евреев не любил. Тогда Козаков пригласил Игоря Костолевского, который, как оказалось, давно мечтал об этой роли. Он, снявшись уже в нескольких известных картинах, в театре Маяковского оставался актёром второго плана — велика была конкуренция. Костолевского режиссёру порекомендовал Лямпе. Анастасия Вертинская, одна из ведущих актрис театра «Современник», сразу дала согласие на роль. Со Светланой Крючковой, будущей исполнительницей роли мадемуазель Куку, Козаков был также давно знаком.
Соавтором Козакова по фильму стал оператор Георгий Рерберг, который впоследствии отказался оставить своё имя в титрах фильма. Именно Рерберг создал образ мадемуазель Куку для Светланы Крючковой — придумал ей стрижку и костюм. На съёмочной площадке разыгрался скандал между Козаковым и Рербергом. Козаков видел в роли Грига Леонида Филатова. Но Рерберг категорически отказался снимать Филатова, заявив, что у него «не кинематографическое лицо». Тогда сошлись на Родионе Нахапетове, которого предложила Вертинская. Нахапетов приехал сниматься, но во время репетиций понял, что это не его образ, не его роль, не его темпоритмы. Тогда Козаков подошёл к Рербергу и сказал: «Гоша, выбирай: или Филатов, или я». Рерберг ответил: «Ну уж лучше ты».
В конечном итоге Козаков с Рербергом на одной из последних сцен фильма рассорились уже полностью, и Рерберг сказал, что он снимает с себя любую ответственность и даже не хочет, чтобы его фамилия фигурировала в титрах (у них с Козаковым, как оказалось, были довольно разные взгляды на то, каким должен быть фильм). И в титры попал только второй оператор фильма Юрий Райский, а оператором—постановщиком значится камермен Владимир Иванов. По воспоминаниям Козакова, Иванов, в отличие от Рерберга, понял и принял его режиссёрскую трактовку. Рерберг ставил свет и иногда разрешал Иванову снимать вместо себя. Полное понимание режиссёр также нашёл у Вертинской, Крючковой, Костолевского и Лямпе: «мне помогла вера в себя, дружеская поддержка сердечного друга Гриши» — особенно в тот момент, когда Козакову пришлось вводиться на роль Грига.
Телевизионное начальство картину с трудом, но приняло — авторитет Геннадия Бокарева был непререкаем. Козаков вспоминал, что перед тем, как выпустить картину, руководство, как это водилось, «пересчитало еврейские фамилии» — «Костолевский проходил за русского. Я — полуеврей — тоже. Про Михаила Себастьяна они, как и я, в тот момент, слава Богу, не знали».
Премьера фильма состоялась в московском Доме кино. Так как картина предназначалась для телевидения, зал был неполным. Кроме того, Козаков в качестве режиссёра тогда дебютировал, несмотря на то, что он поставил довольно много телеспектаклей, его никто не знал. В конце всё-таки были аплодисменты и, как отмечал режиссёр, «смеялись в нужных местах». Фильм не удостоился наград, но на фестивали его всё же послали. По словам Костолевского, в Румынии фильм Козакова имел большой успех, какого не снискал поставленный по той же пьесе франко-румынский фильм «Мона, Безымянная звезда» (рум. Steaua fără nume, 1966) с Мариной Влади в роли Моны.

## Критика
Как отмечает Станислав Рассадин, идея Даля была оригинальной и талантливой, но Козакову нужна была история о простодушном молодом учителе, в котором подспудно зреет страсть, ей нужен лишь толчок, чтобы вырваться наружу. Молодой Игорь Костолевский прекрасно воплотил этот замысел — по мнению критика, возрастные актёры в театральных постановках не могли правдоподобно представить этот ключевой момент. Козаков поставил актеру задачу представить переход от обычного человека «к Маяковскому». Сцена, где Мирою тащит Мону на балкон, чтобы она увидела звёзды, имеет два значения. Это указание на реалии существования дамы полусвета, которая, конечно, смотрит на небо, но при этом никогда не замечает звёзд. Это также метафора жизни Моны. Мона испугана, потому что она инстинктивно понимает причину страсти Мирою. Его погружение в астрономию двойственно — это и искреннее увлечение наукой, но это также и сублимация любви, для которой до поры не было выхода. 
Действие в фильме, по сравнению с пьесой, развивается быстро, такова сила страсти двух молодых людей. При этом режиссёр «снизил» образ Моны — у Себастьяна она загадочная незнакомка, звезда, неожиданно сошедшая со своего пути, в фильме, несмотря на свою красоту и лоск столичной дамы, она всего лишь содержанка.